# Dörgön
Dörgön (mongol cyrillique : Дөргөн сум, Dörgön sum) est un sum de  l'aïmag (province) de Khovd dans l’ouest de la Mongolie. Sa capitale est Seer.